# Tenango, Ocosingo
Tenango är en ort i Mexiko.   Den ligger i kommunen Ocosingo och delstaten Chiapas, i den sydöstra delen av landet, 800 km öster om huvudstaden Mexico City. Tenango ligger 1 297 meter över havet och antalet invånare är 4 436.
Terrängen runt Tenango är kuperad. Runt Tenango är det ganska glesbefolkat, med 21 invånare per kvadratkilometer. Närmaste större samhälle är Ocosingo, 17,8 km öster om Tenango. I omgivningarna runt Tenango växer i huvudsak städsegrön lövskog.